# Mon crime
Mon crime je francouzský hraný film z roku 2023, který režíroval François Ozon. Jedná se o adaptaci divadelní hry Mon crime!… od Georgese Berra a Louise Verneuila, která měla premiéru v roce 1934 v Théâtre des Variétés. Snímek měl světovou premiéru na filmovém festivalu Premiers Plans v Angers dne 21. ledna 2023.

## Děj
V roce 1935 v Paříži žije Madeleine Verdier, mladá herečka, která se snaží získat roli, ale je stále bez peněz. Sdílí půdní prostor bez tekoucí vody se svou kamarádkou Pauline Mauléon, mladou právničkou. Madeleinin milenec André Bonnard je synem majitele velké továrny na pneumatiky, který od svého otce dostává jen málo peněz.
Madeleine jde na schůzku s divadelním producentem Montferrandem, který jí nabídne malou roli ve hře, ovšem pod podmínkou, že se stane jeho milenkou. Ta odmítne. Snaží se ji znásilnit. Bojuje a podaří se jí utéct. Po návratu domů ji navštíví její přítel André, který jí přijde vysvětlit, že aby vyřešil jejich finanční potíže, plánuje se oženit s bohatou dědičkou a z Madeleine učinit svou milenku. Madeleine, která doufala, že si ji André vezme, je zoufalá.
Když je Montferrand zavražděn, Madeleine se stává hlavní podezřelou. Vyšetřující soudce Gustave Rabusset je přesvědčen o vině Madeleine, která ji popírá, ale když jí Rabusset řekne, že pokud se bude moci bránit, nebude nutně odsouzena, tak se přizná a vezme si svou přítelkyni Pauline jako obhájce. U soudu je Madeleine zproštěna viny.
Poté se z Madeleine stává slavná herečka a Pauline vyhledávaná právnička. Opustí své špatné ubytování a přestěhují se do soukromého sídla v Boulogne. André se chce vzdát manželství s bohatou dědičkou, aby si vzal Madeleine, ale jeho otec je proti. Tehdy je navštíví Odette Chaumette, bývalá herečka němého filmu, jejíž kariéra se ocitla ve slepé uličce po příchodu zvukového filmu. Sdělí jim, že ona zabila Montferranda a že Madeleine ukradla jeho zločin spolu se slávou, kterou jí přinesl. Požaduje od obou mladých žen peníze, které odmítají. Proto se udá, ale Rabusset, který byl díky aféře Montferrand povýšen a stal se vrchní vyšetřujícím soudcem, odmítá znovu otevřít již ukončený případ.
Madeleine jde za architektem Palmarèdem, který uzavřel s Montferrandem doživotní rentu a díky jeho předčasné smrti si tak vydělal spoustu peněz. Přesvědčí ho, aby část těchto peněz investoval do podniku Andréova otce, kterému se nedaří. Madeleine a Pauline mu vysvětlují, že Madeleine není vrah. Palmarède zaplatí Odette peníze, které požaduje, aby se vyhnul kompromitaci s obnovením případu. Odette také dostane důležitou roli v úspěšné hře, ve které Madeleine účinkuje.

## Obsazení
| Nadia Tereszkiewicz      | herečka Madeleine Verdier                              |
| Rebecca Marder           | Pauline Mauléon, spolubydlící Madeleine                |
| Isabelle Huppertová      | Odette Chaumette, slavná herečka z období němého filmu |
| Dany Boon                | marseillský architekt Fernand Palmarède                |
| Fabrice Luchini          | soudce Gustave Rabusset                                |
| André Dussollier         | Bonnard, majitel továrny na pneumatiky                 |
| Félix Lefebvre           | novinář Gilbert Raton                                  |
| Édouard Sulpice          | André Bonnard                                          |
| Régis Laspalès           | inspektor Brun                                         |
| Olivier Broche           | Léon Trapu, soudní zapisovatel                         |
| Michel Fau               | právník Maurice Vrai                                   |
| Daniel Prévost           | Parvot                                                 |
| Evelyne Buyle            | herečka Simone Bernard                                 |
| Myriam Boyer             | správcová Jus                                          |
| Franck de Lapersonne     | Pistole, pronajímatel                                  |
| Jean-Christophe Bouvet   | divadelní producent Montferrand                        |
| Suzanne de Baecque       | Céleste, domácí                                        |
| Lucia Sanchez            | paní Alvarez                                           |
| Jean-Claude Bolle-Reddat | Émile Bouchard, milenec Simone Bernard                 |
| Dominique Besnehard      | číšník v restauraci                                    |

## Ocenění
- César: nominace v kategorii nejlepší kostýmy (Pascaline Chavanne)